# Xadrez de Tamerlão

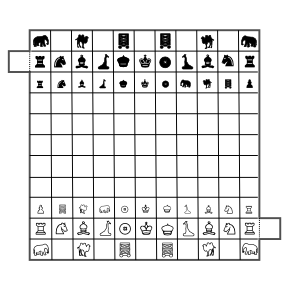
Configuração inicial das peças

O Xadrez de Tamerlão é jogo de estratégia baseado no xadrez e derivado de seu antecessor Xatranje. Foi criado na Pérsia durante o Império Timúrida e por empregar um tabuleiro maior no jogo, também é conhecido Shatranj Kamil (xadrez perfeito) ou Shatranj Al-Kabir (xadrez largo). O jogo emprega uma grande variedade de peças não-ortodoxas do xadrez e regras específicas para promoção e vitória em uma partida.

## O Tabuleiro
O tabuleiro utilizado tem 10 colunas por 11 fileiras não quadriculadas. Duas casas adicionais são localizadas na direita da segunda fileira e a esquerda da nona, totalizando assim 112 casas. Estas casas extras são denominadas cidadelas e tem um papel importante no jogo. Se o Rei ocupar a cidadela adversária o jogo é considerado empatado. Nenhuma outra peça pode ocupar a cidadela além do Rei e a própria cidadela pode ser ocupada somente pelo Rei acidental.
São citadas várias configurações iniciais das peças, sendo a mais comum, da esquerda para a direita: Elefante, vazia, Camelo, vazia, Máquina de Guerra, vazia, Máquina de Guerra, vazia, Camelo, vazia e Elefante. Na segunda fileira, a partir da esquerda: Torre, Cavalo, Piquete, Girafa, General, Rei, Vizir, Girafa, Piquete, Cavalo e Torre. Na terceira fileira, a partir da esquerda: peão dos peões, peão das máquinas de guerra, peão dos camelos, peão dos elefantes, peão dos generais, peão dos Rei, peão dos vizires, peão das girafas, peão dos piquetes, peões dos cavalos e peões das torres. O lado das negras é uma imagem especular das brancas.

## Peças
Quatro das peças empregadas no xadrez ortodoxo já são utilizadas conforme na atualidade: Rei, Torre, Cavalo e Peão embora o último não possa movimentar duas casas no movimento inicial ou tomar en passant. Outras peças incluem:
1 General, movimenta-se como o fers
1 Vizir, movimenta-se uma casa horizontalmente ou verticalmente.
2 Girafas, movem-se uma casa diagonalmente e um mínimo de três horizontalmente ou verticalmente.
2 piquetes, movem-se como o Bispo, embora devem-se mover no mínimo duas casas.
2 Elefantes, movem-se duas casas diagonalmente.
2 Camelos, movem-se uma casa diagonalmente e duas horizontalmente ou verticalmente.
2 Máquina de guerra, movem-se duas casas horizontalmente ou verticalmente.

## Regras
Cada peão, deve ser promovido a peça ao qual corresponde sendo assim o peão do Camelo, por exemplo, é promovido a Camelo ao atingir a primeira fileira adversária. A exceção é o peão do Rei, que é promovido a príncipe, movendo-se como o Rei, que deve ser capturado antes do oponente alcançar a vitória.
Quando o peão dos peões atinge a última fileira permanece lá sem poder ser capturado. A medida que o jogo se desenvolve o enxadrista pode colocá-lo numa casa de modo que seja inevitável ao adversário a perda da peça, ou de modo a garfar duas peças do jogo, tomando obviamente uma destas. Ao alcançar a última fileira pela segunda vez, é automaticamente movido para a casa inicial do peão do Rei, e na terceira promoção transforma-se Rei acidental, agindo como um príncipe.
Enquanto o jogo tem com dois Reis, um pode ser capturado normalmente e até permanecer na condição de xeque, entretanto quando é capturado o segundo permanece até sofrer o xeque-mate, conforme o xadrez ortodoxo. Caso o Rei for encurralado numa condição de afogamento ou mate, pode tomar uma peça aliada de modo a fugir da derrota iminente, esta regra é denominada evasão do Rei.